# Philyra bicornis
Philyra bicornis is een krabbensoort uit de familie van de Leucosiidae. De wetenschappelijke naam van de soort is voor het eerst geldig gepubliceerd in 2003 door Rahayu & Ng.